# Gianni Guigou
Gianni Bismark Guigou Martínez (Nueva Palmira, 1975. február 22. –) olasz származású uruguayi labdarúgó-középpályás.
Az uruguayi válogatott színeiben részt vett a 2002-es labdarúgó-világbajnokságon.

## Sikerei, díjai

### Klubcsapatokkal
Roma
- Serie A: 2000–01
- Olasz szuperkupa : 2001

### A válogatottal
Uruguay
- Copa América ezüstérmes: 1999